# Hyposidra deceptatura
Hyposidra deceptatura är en fjärilsart som beskrevs av Walker 1860. Hyposidra deceptatura ingår i släktet Hyposidra och familjen mätare. Inga underarter finns listade i Catalogue of Life.